# بانوفيتشي سيلو
بانوفيتشي سيلو (بالبوسنوية: Banovići Selo)‏ هي قرية في البوسنة والهرسك. وهي تقع في بلدية بانوفيتشي التابعة لكانتون توزلا في اتحاد البوسنة والهرسك. طبقا لنتائج تعداد البوسنة عام 2013 فقد كان عدد سكانها 2,549 نسمة.

## الجغرافيا
تقع في شمال غرب سفح جبل كونجاه في توزلا، على الطريق الذي يربط هذه المدينة إلى مدينة زينيتسا.

## التاريخ
تقع على أراضي القرية مقبرتان من القرون الوسطى؛ وهي مدرجة على قائمة الآثار الوطنية للبوسنة والهرسك.

## التركيبة السكانية

### التطور التاريخي للسكان
| 1961 | 1971 | 1981 | 1991 | 2013 |
| ---- | ---- | ---- | ---- | ---- |
| 1372 | 1936 | 2267 | 2354 | 2549 |

## وصلات خارجية
- Maplandia (بالإنجليزية)